# Ванинский ИТЛ
Ва́нинский ИТЛ (Ва́нинский транзи́тно-пересы́льный ла́герь) — подразделение, действовавшее в системе исправительно-трудовых учреждений СССР.

## История
Ванинский ИТЛ был создан в 1952 году. Управление Ванинского ИТЛ располагалось в посёлке Ванино, Хабаровский край. В оперативном командовании он подчинялся Управлению лагерей и колоний Управления внутренних дел (УИТЛК УВД) Хабаровского края.
Максимальное единовременное количество заключённых могло составлять около 15 000 человек.
Ванинский ИТЛ был закрыт в 1954 году, а его подразделения вошли в состав Ульминского исправительно-трудового лагеря.

## Производство
Ванинский ИТЛ являлся перевалочной базой при транспортировке заключённых в другие лагеря Дальстрой, основным видом производственной деятельности заключённых были подсобные работы.